# Jaime Mariscal de Gante
Jaime Mariscal de Gante y Moreno (Madrid, 26 de enero de 1920 - id. 31 de marzo del 2005) fue un policía de la dictadura franquista y juez del Tribunal de Orden Público. 

## Trayectoria
Jaime Mariscal de Gante fue comisario de la Brigada Político Social en Zaragoza desde 1954. En 1966 dejó su cargo en la policía para convertirse en juez titular del Juzgado de Instrucción N.º 1 de Orden Público. Ejerció como juez del TOP hasta 1974, año en que fue nombrado director general del Régimen Jurídico de la Prensa.
Desde su cargo jugó un destacado papel en las tareas de represión jurisdiccional contra los medios de prensa e instruyó numerosas causas políticas contra sindicalistas y activistas antifranquistas procesados por el Tribunal de Orden Público.

## Vida privada
Jaime Mariscal de Gante estuvo casado con Margot Mirón Landart y fue padre de cinco hijos. Entre éstos, se encuentran José Manuel Mariscal de Gante y Mirón, comisario jefe de Ciudad Lineal y excomisario de la Policía Nacional de Ibiza, y Margarita Mariscal de Gante, exministra de Justicia del primer Gobierno de José María Aznar.